# Paul Smith
Paul Smith, född 17 december 1979 i Epsom, är en engelsk fotbollsspelare som spelar för Southend United som målvakt.

## Världsrekord
Smith blev känd när han gjorde ett mål efter 23 sekunder mot Leicester City i ligacupen 18 september 2007, vilket är det snabbaste målet gjort av en målvakt. Målet gjordes efter överenskommelse med Leicester City. Matchen var ett omspel då en match mellan lagen blivit avbruten för att Leicesterspelaren Clive Clarke kollapsat, då ledde Nottingham Forest med 1–0. Leicester City beslöt att det mest ärliga var att ge Nottingham Forest ett mål eftersom de ledde med det. Tränarna beslutade att låta målvakten göra målet.

## Klubbar
1997–1998
Walton & Hersham FC (Ej proffsklubb)
1998–1999
Charlton Athletic
1999–2000
Carshalton Athletic (Ej proffsklubb)
2000–2004
Brentford
2004–2006
Southampton
2006–
Nottingham Forest
2011
Middlesbrough (lån)